# William Ross (homme politique unioniste)
Pour les articles homonymes, voir William Ross.
William Ross (né le 4 février 1936) est un homme politique unioniste d'Irlande du Nord qui est le président de la voix unioniste traditionnelle (TUV). Il est député du Parti unioniste d'Ulster (UUP) pour Londonderry (plus tard East Londonderry) de février 1974 à 2001. Il est l'un des membres de l'UUP opposés à l'Accord du Vendredi Saint.

## Biographie
Pendant quelques années, il est membre du Club conservateur du lundi (qui suivait la tradition conservatrice d'être conservateur et unioniste). En septembre 1982, il est président du comité d'Irlande du Nord du club lorsqu'il publie un document d'orientation intitulé Propositions pour un règlement constitutionnel [pour l'Ulster].
En tant que whip en chef du parti parlementaire unioniste d'Ulster de 1987 à 1995, dans une tentative de faire dérailler les pourparlers multipartites initiés par Peter Brooke (alors secrétaire d'État pour l'Irlande du Nord), en février 1990, Ross présente sans succès un projet de loi d'initiative parlementaire, le Northern Ireland Act 1974 (Amendment) Bill, prévoyant que les lois pour l'Irlande du Nord ne peuvent pas être adoptées par des décrets (non modifiables) mais par un projet de loi (modifiable) présenté au Parlement du Royaume-Uni. Il appelle à plusieurs reprises le gouvernement conservateur à mettre en œuvre son engagement du Manifeste des élections générales conservatrices de 1979 à «établir un ou plusieurs conseils régionaux élus avec un large éventail de pouvoirs sur les services locaux» (en Irlande du Nord), qui a été rédigé par le chef de l'UUP de l'époque, James Molyneaux, et adopté par Airey Neave (alors secrétaire d'État fantôme pour l'Irlande du Nord) en 1978.
Après la retraite de Molyneaux en tant que chef de l'UUP, Ross se présente sans succès à la direction du Parti unioniste d'Ulster en septembre 1995 et devient rapidement un adversaire très virulent des politiques et du style du nouveau chef de l'UUP, David Trimble.
En juin 2008, il devient président du parti Traditional Unionist Voice (TUV) .
William Ross représente le TUV lors des élections générales britanniques de 2010 dans la circonscription d'East Londonderry .